# Draganziolo
Il rio Draganziolo o Draganzolo è un fiume di risorgiva che nasce in provincia di Treviso tra gli abitati di Resana e Piombino Dese. 
Attraversa Piombino Dese, Trebaseleghe e le frazioni Cappelletta e Moniego di Noale, quindi si immette nel Marzenego poco prima di Robegano di Salzano.
Con l'approvazione della nuova Carta Ittica della provincia di Venezia, gran parte del fiume Draganziolo è stata protetta con un particolare regime di pesca che prevede tratti "No-Kill" per la salvaguardia del Luccio e tratti "No-Kill" integrale per tutte le specie autoctone presenti ed immesse dalla Provincia nel fiume.
Un tratto del fiume in Comune di Noale lambisce un'area umida, le cave della ex fornace Cavasin, protetta dal WWF con la recente istituzione di un'oasi naturalistica.